# アクチビン

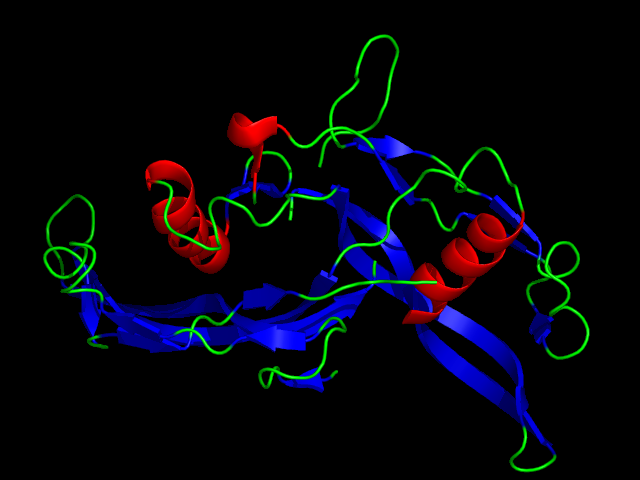
構造

アクチビン (activin) は卵胞刺激ホルモン (FSH) の合成と分泌を促進し、月経周期を調節する役割を持ったペプチドである。インヒビンとは逆の作用を持つ。性腺、下垂体、胎盤や他の臓器で産生される。

## 構造
アクチビンは2つのβサブユニットを含み、それらはインヒビンのそれ（AまたはB）と同一で、アクチビンA、AB、Bの3種類の形を取ることができる。インヒビン（および抗ミューラー管ホルモン AMH）のようにアクチビンはトランスフォーミング増殖因子β (TGF-β) ファミリーに属する。

## 作用
卵胞内でアクチビンはFSH結合とFSHが誘導する酵素によってステロイドが芳香環化する性ホルモンの生産を促進する。これが卵巣と精巣でのアンドロゲン合成増幅黄体形成ホルモン (LH) 作用に関与する。男性においてはアクチビンは精子形成を促進する。

## 細胞分化との関係
脊椎動物胚あるいは培養細胞において、アクチビンが細胞の分化を促進するということが知られている。胚由来の未分化な細胞群を様々な濃度のアクチビンを含む培養液で培養すると、アクチビン濃度に応じて様々な細胞へと分化する。現在では胚発生における中胚葉誘導の重要な物質の一つと考えられており、試験管内で培養された細胞に対して分化を誘導できるツールとして現在もしばしば利用されている。